# Acertei no Milênio
Acertei no Milênio é o nono álbum de estúdio da cantora e compositora brasileira Angela Ro Ro, lançado em 2000 pela gravadora JAM Music da cantora Jane Duboc. O álbum marca o retorno de Angela Ro Ro ao mercado fonográfico brasileiro. O disco traz nove composições inéditas e quatro interpretações marcantes. Os grandes destaques ficam com as faixas O Cinema, a Princesa e o Mar, Viciei em Você, Garota Mata Hari (todas de sua autoria) e mais o clássico norte-americano All Of Me (Marks / Sinome), Don't Let Me Be Misunderstood (Marcus / Benjamim / Caldwel) e Gota D'água (Chico Buarque). Pelo álbum, Angela foi eleita pela APCA a melhor compositora do ano.

## Faixas
Todas as canções escritas por Angela Ro Ro, exceto onde notado.
| N.º            | Título                          | Compositor(es)                             | Duração |  |
| 1.             | "O Cinema, a Princesa e o Mar"  |                                            | 3:45    |  |
| 2.             | "Acertei no Milênio"            | Ro Ro Ricardo Mac Cord                     | 2:03    |  |
| 3.             | "Boemia do Sono"                |                                            | 2:58    |  |
| 4.             | "Sim, Dói"                      |                                            | 4:07    |  |
| 5.             | "Viciei em Você"                |                                            | 4:10    |  |
| 6.             | "All of Me"                     | Gerald Marks Seymour Simons                | 3:48    |  |
| 7.             | "Don't Let Me Be Misunderstood" | Sol Marcus Bennie Benjamin Gloria Caldwell | 5:38    |  |
| 8.             | "Gota D'Água"                   | Chico Buarque                              | 5:01    |  |
| 9.             | "Coquinho"                      | Ro Ro Cord                                 | 2:57    |  |
| 10.            | "Fila de Ex-Mulher"             | Ro Ro Cord                                 | 3:32    |  |
| 11.            | "Raiado de Amor"                |                                            | 3:24    |  |
| 12.            | "Garota Mata Hari"              |                                            | 3:47    |  |
| 13.            | "50 Anos"                       | Aldir Blanc Cristóvão Bastos               | 4:45    |  |
| Duração total: | Duração total:                  | Duração total:                             | 49:55   |  |